# Pavlîkî, Kozelșciîna
Pavlîkî (în ucraineană Павлики) este un sat în comuna Solonîțea din raionul Kozelșciîna, regiunea Poltava, Ucraina.

## Demografie
Componența lingvistică a localității Pavlîkî
     Ucraineană (86%)
     Rusă (12%)
     Romani (2%)
Conform recensământului din 2001, majoritatea populației localității Pavlîkî era vorbitoare de ucraineană (86%), existând în minoritate și vorbitori de rusă (12%) și romani (2%).